# Peperomia baueriana
Peperomia baueriana är en pepparväxtart som beskrevs av Friedrich Anton Wilhelm Miquel. Peperomia baueriana ingår i släktet peperomior, och familjen pepparväxter. Inga underarter finns listade i Catalogue of Life.